# Ambrosio de Benavides Medina
Ambrosio de Benavides (Granada, 1718 - Cauquenes, 1787) fue un brigadier español designado por el rey Carlos III de España como gobernador de Charcas, de Puerto Rico y del Reino de Chile a la edad de 62 años, gracias a que ha demostrado en Charcas sus dotes administrativas, pero no obstante ello, llega debilitado física y moralmente a Chile, entregando el gobierno a los funcionarios más cercanos.

## Gobernador del Reino de Chile
Durante el ejercicio de su cargo (1780 - 1787), tienen lugar muchos sucesos de gran envergadura en lo político-administrativo y ciertos hechos de orden tumultuoso dentro de la misma esfera.
- Los Tres Antonios
- Inundación de 1783
- Reformas administrativas
- Obras públicas

### Los Tres Antonios
Al inicio de su gobierno enfrenta la conspiración llamada de los "Tres Antonios". El chileno José Antonio de Rojas y los franceses avecindados en Chile, Antonio Gramusset y Antonio Berney, este último, profesor de latín y matemáticas, son sus promotores.
La proclamación de independencia de los Estados Unidos en 1776 influye en los hombres más ilustrados de América, encendiendo la luz de libertad y la democracia. Estos ideales inspiran a los conspiradores de Chile.
Es así como el proyecto independentista de los "Tres Antonios" se propone la sustitución del régimen monárquico por el republicano. Se señala que el gobierno debe residir en un cuerpo colegiado elegido por el pueblo, inclusive por los Araucanos. Además se aboga por la abolición de la esclavitud y la pena de muerte, y la desaparición de las jerarquías sociales.
Sorprendidos, se les apresa en secreto y son enviados a Lima.

### Inundación de 1783
El otoño de 1783 se presenta con variaciones climáticas e inestabilidades atmosféricas. El 13 de abril un fuerte temblor sacude la ciudad y el 16 de junio, el cauce del Mapocho, luego de nueve días de lluvia casi ininterrumpida, aumenta su caudal de modo alarmante.
El río rompe primero el oriente, ceden las defensas y el agua avanza por lo que ahora es la Alameda; lo mismo ocurre en el puente Cal y Canto. Las aguas corren por las calles de San Pablo, Rosas y Santo Domingo. En el norte ceden también los tajamares.
La Cañadilla, de bajo nivel, es invadida por completo, quedando aislados los vecinos. La periferia de la capital se convierte en un enorme lago, mientras las carmelitas de San Rafael quedan aisladas en su convento de La Cañadilla, desde son rescatados por vecinos a caballo.
La tempestad continúa durante toda la noche, con grave riesgo para la ciudad. Afortunadamente el día 17 sale el sol. Aunque no se han registrado pérdidas humanas, el desastre económico es enorme.

### Reformas administrativas
Carlos III, en 1782, resuelve subdividir las Capitanías generales en intendencias. En Chile se crean dos: la de Santiago, que comprende desde Copiapó hasta el río Maule; y Concepción, desde el Maule hasta el río Valdivia.
Benavides es nombrado intendente de Santiago, y el brigadier don Ambrosio O'Higgins, de Concepción. El rey se reserva la designación de los gobernadores de Valparaíso y de Valdivia, mientras que Chiloé, segregado de Chile, continúa sometido al Virreinato del Perú.
Benavides designa como su asesor al doctor don Alonso de Guzmán y Peralta; y O'Higgins, al doctor don Juan Martínez de Rozas. Ambos asesores son abogados.

### Obras públicas
Bajo la dirección del arquitecto italiano Joaquín Toesca, llegado a Chile para realizar mejoras arquitectónicas, el gobernador emprende la construcción del Palacio de la Moneda, trasladado desde el sector de un antiguo basural de la ciudad hasta su actual emplazamiento en el centro, del edificio del Cabildo y de la cárcel pública.
El 27 de abril de 1787, muere el gobernador, querido y respetado por todos.